# Filoteo Samaniego
Filoteo Samaniego Salazar (11 de julio de 1928 - 21 de febrero de 2013) fue un novelista, poeta, historiador, traductor y diplomático ecuatoriano. Se convirtió en miembro de la Academia Ecuatoriana de la Lengua en 1984 y fue su secretario de 1996 a 2006.  Fue galardonado por la Asamblea Nacional con la condecoración Premio Eugenio Espejo, en 2001. La carrera diplomática de Samaniego comenzó en 1949 como jefe de gabinete del Ministerio de Relaciones Exteriores de Ecuador. Se desempeñó como Embajador de Ecuador en Austria, Alemania, Rumania y Egipto ; y fue representante permanente del Ecuador ante la Organización de las Naciones Unidas para el Desarrollo Industrial (ONUDI) ; y ocupó muchos otros cargos académicos, nacionales e internacionales durante su vida. Tradujo libros del francés al español, incluyendo la traducción al español de Chronique (1960) (trad. Crónica, 1961) del premio Nobel francés Saint-John Perse .

## Obras
Poesía
- Agraz (Quito, 1956)
- Relente (Quito, 1958)
- Umiña (Quito, 1960)
- Signos II (Quito, 1966)
- El cuerpo desnudo de la tierra (Quito, 1973)
- Los niños sordos (Quito, 1978)
- Oficios del río (Quito, 1984)
- Los testimonios (Quito, 1992)
- La uña de Dios (Quito, 1996)

novelas
- Sobre sismo y otros miedos (Madrid, 1991)

No ficción
- Columnario quiteño (1972)
- Ecuador: Un Mundo Verde Junto al sol (dos Volúmenes, 1979-1980) (Traducción Inglés: Ecuador: Una fértil tierra bendita por el Sol, 1985, Ediciones Delroisse)
- Habla y arte americano (1984)
- Consta en las antologías: Lírica ecuatoriana contemporánea (Bogotá, 1979)
- Poesía viva del Ecuador (Quito, 1990)
- La palabra perdurable (Quito, 1991).